# Perfetti Automobili
Perfetti Automobili war ein italienischer Hersteller von Automobilen.

## Unternehmensgeschichte
Das Unternehmen aus Mailand begann 1922 mit der Produktion von Automobilen. Der Markenname lautete Perfetti. 1923 endete die Produktion nach nur wenigen hergestellten Exemplaren.

## Fahrzeuge
Das einzige Modell war der Tipo Unico. Für den Antrieb sorgte ein Vierzylindermotor mit 1491 cm³ Hubraum. Ungewöhnlich war die Sitzanordnung: Der Fahrersitz war in Fahrzeugmitte angeordnet, jeweils ein Sitz links und rechts daneben, und ein vierter Sitz dahinter.